# أندرو وايت (لاعب اتحاد الرغبي)
أندرو وايت (بالإنجليزية: Andrew White)‏ هو لاعب اتحاد الرغبي نيوزيلندي، ولد في 21 مارس 1894 في إنفركارجل في نيوزيلندا، وتوفي في 3 أغسطس 1968 في كرايستشرش في نيوزيلندا.

## وصلات خارجية
- أندرو وايت عل موقع إسبنسكروم (الإنجليزية)